# Konni
Konni (auch Koni, Koma und Komung) ist die  Sprache der Koma im Norden Ghanas.

## Allgemeines
Sie ist mit circa 3.800 Sprechern (2003 GILLBT) eine nur wenig verbreitete Sprache innerhalb des Sprachraums von Sisaala und Buli. Die Koma-Sprachinseln befinden sich in einem verkehrsgeographisch sehr isolierten Gebiet nordwestlich des Zusammenflusses der Flüsse Kulpawn und Sisili, zu dem es noch Ende der 1980er keine Straßenanbindung gab. Yikpabongo ist das Hauptdorf der Koma, ein anderes nennt sich Nangurima.
Koma kennt Vokalharmonie. Die neun Vokalphoneme von Koma  sind in zwei Gruppen aufgeteilt ATR feature:
- +ATR /i u e o/
- −ATR /ɩ ʋ ɛ ɔ a/

Konni weist eine Verwandtschaft zu Mampruli, Hanga und Buli (hier 60%ige Übereinstimmung) auf.